# 317
| [ Edytuj tabelę ] |                                                 |
| Król Armenii      | - 287 Tiridates III 330                         |
| Władca Korei      | - 300 Mich’ŏn 331                               |
| Papież            | - 314 Sylwester I 335                           |
| Król Persji       | - 309 Szapur II 379                             |
| Cesarz Rzymu      | - 306 Konstantyn Wielki 337 - 308 Licyniusz 324 |

Rok 317 / CCCXVII
stulecia: III wiek ~
IV wiek ~
V wiek

lata: 307 «
312 «
313 «
314 «
315 «
316 «
317
» 318
» 319
» 320
» 321
» 322
» 327

## Wydarzenia
- Bitwa na równinie Mardii stoczona pomiędzy wojskami Konstantyna i Licyniusza podczas rzymskiej wojny domowej (312-324).
- Przyjęcie w Armenii chrześcijaństwa jako religii panującej na soborze w Eczmiadzynie za rządów Tiridatesa III[1].
- Według legendy w tym właśnie roku papież Sylwester uwięził w podziemiach Lateranu (ówczesnej siedziby papieskiej) potwora Lewiatana[czy to ważne?].

## Urodzili się
- Konstancjusz II, cesarz rzymski (zm. 361).
- Temistios, grecki retor (zm. 388).

## Zmarli
- Waleriusz Walens, współrządca Licyniusza.